# 王氏辅祖祠
王氏辅祖祠，位于中国广东省揭阳市榕城火烧地街中段，为揭阳市的一个市、县级文物保护单位，类型为古建筑，公布时间为2007年12月。
王氏辅祖祠的历史年代为清代。